# Karol Józef Niemirycz
Karol Józef Niemirycz herbu Klamry  (ur. 1755) – chorąży wojsk królewskich, polityk w okresie Rzeczypospolitej Obojga Narodów.
Karol Józef Niemirycz był synem Władysława Niemirycza (zm. 1712). W  1722 ożenił się z Antoniną z Jełowickich. Był ziemianinem, właścicielem Przyborska i Czerniachowa. Jego przodek Andrzej (zm. 1610), syn  Józefa Iwanowicza (zm. 1598), z obrządku wschodniego przeszedł na arianizm. Dziadek Karola, a zarazem wnuk Andrzeja – Stefan Niemirycz (zm. 1684) stał się praktykującym katolikiem.
Karol Józef Niemirycz miał synów:
- Fryderyka (zm. 1758), kanonika i kanclerza metropolitalnego
- Bonawenturę (1720—1760), starostę nowosielskiego, szambelana owruckiego[2].

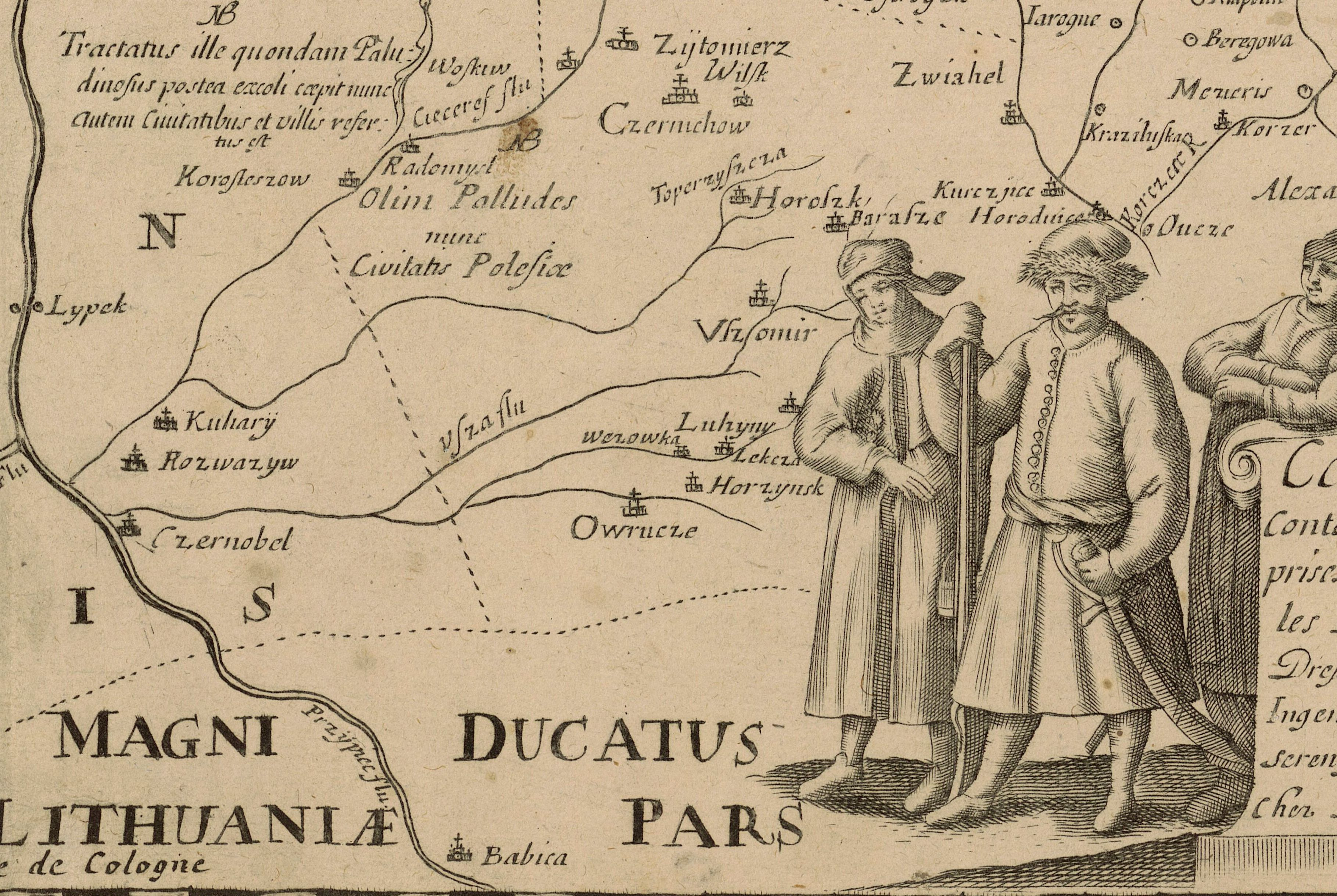
Czerniachów na mapie

## Drzewo
Józef Iwanowicz Niemirycz (zm. 1598) żonaty z Zofią Skuminówną Tyszkiewiczówną

|

Andrzej Niemirycz (zm. 1610) żonaty z Maruszą Chrebtowicziwną

|

Stefan Niemirycz (zm. 1630) żonaty z Marią z Wojnarowskich

|

Stefan Niemirycz (zm. 1684)

|

Władysław Niemirycz (zm. 1712) żonaty z Ludwiką Skorczycką herbu Jastrzębiec

| |

Karol Józef Niemirycz August Niemirycz